# Grand Prix Júnior de Patinação Artística no Gelo na Noruega
O Grand Prix Júnior de Patinação Artística no Gelo na Noruega (muitas vezes intitulado: Piruetten e Spin of Norway) é uma competição internacional de patinação artística no gelo de nível júnior. A competição é organizada pela União Internacional de Patinação (ISU), e disputada no outono, em alguns anos, como parte do Grand Prix Júnior de Patinação Artística no Gelo.

## Edições
| Ano        | Edição               | Cidade sede          | Júnior               | Júnior               | Júnior               | Júnior               | Ref                  |
| Ano        | Edição               | Cidade sede          | M                    | F                    | P                    | D                    | Ref                  |
| ---------- | -------------------- | -------------------- | -------------------- | -------------------- | -------------------- | -------------------- | -------------------- |
| 1999       | 1.ª                  | Hamar                | •                    | •                    | •                    | •                    | [ 1 ]                |
| 2000       | 2.ª                  | Hamar                | •                    | •                    | •                    | •                    | [ 2 ]                |
| 2001– 2005 | Não houve competição | Não houve competição | Não houve competição | Não houve competição | Não houve competição | Não houve competição | Não houve competição |
| 2006       | 3.ª                  | Oslo                 | •                    | •                    | •                    | •                    | [ 3 ]                |

## Lista de medalhistas

### Individual masculino
| Evento                | Ouro                               | Prata                         | Bronze                     |
| Hamar 1999 (detalhes) | Gao Song · China                   | Johnny Weir · Estados Unidos  | Andrei Lezin · Rússia      |
| Hamar 2000 (detalhes) | Ma Xiaodong · China                | Evan Lysacek · Estados Unidos | Anton Smirnov · Rússia     |
| 2001–2005             | Não houve competição               | Não houve competição          | Não houve competição       |
| Oslo 2006 (detalhes)  | Austin Kanallakan · Estados Unidos | Guan Jinlin · China           | Vladimir Uspenski · Rússia |

### Individual feminino
| Evento                | Ouro                                | Prata                                  | Bronze                         |
| Hamar 1999 (detalhes) | Deanna Stellato · Estados Unidos    | Irina Nikolaeva · Rússia               | Irina Tkatchuk · Rússia        |
| Hamar 2000 (detalhes) | Susanna Pöykiö · Finlândia          | Ann Patrice McDonough · Estados Unidos | Tatiana Basova · Rússia        |
| 2001–2005             | Não houve competição                | Não houve competição                   | Não houve competição           |
| Oslo 2006 (detalhes)  | Juliana Cannarozzo · Estados Unidos | Stefania Berton · Itália               | Margarita Tertichnaia · Rússia |

### Duplas
| Evento                | Ouro                                                     | Prata                                             | Bronze                                      |
| Hamar 1999 (detalhes) | Viktoria Shliakhova · Grigori Petrovski · Estados Unidos | Alena Maltseva · Oleg Popov · Rússia              | Megan Sierk · Dustin Sierk · Rússia         |
| Hamar 2000 (detalhes) | Zhang Dan · Zhang Hao · China                            | Alena Maltseva · Oleg Popov · Rússia              | Alicia Heelan · Eric Leser · Estados Unidos |
| 2001–2005             | Não houve competição                                     | Não houve competição                              | Não houve competição                        |
| Oslo 2006 (detalhes)  | Kendra Moyle · Andy Seitz · Estados Unidos               | Bridget Namiotka · John Coughlin · Estados Unidos | Amanda Velenosi · Mark Fernandez · Canadá   |

### Dança no gelo
| Evento                | Ouro                                              | Prata                                        | Bronze                                     |
| Hamar 1999 (detalhes) | Emilie Nussear · Brandon Forsyth · Estados Unidos | Julia Golovina · Denis Egorov · Rússia       | Elena Khalyavina · Maxim Shabalin · Rússia |
| Hamar 2000 (detalhes) | Elena Khaliavina · Maxim Shabalin · Rússia        | Anna Motovilova · Denis Egorov · Rússia      | Christina Beier · William Beier · Alemanha |
| 2001–2005             | Não houve competição                              | Não houve competição                         | Não houve competição                       |
| Oslo 2006 (detalhes)  | Grethe Grünberg · Kristian Rand · Estônia         | Kristina Gorshkova · Vitali Butikov · Rússia | Vanessa Crone · Paul Poirer · Canadá       |